# اريك كارتر
اريك كارتر (بالإنجليزية: Eric Carter)‏ مواليد 6 مارس 1970 في كاليفورنيا، الولايات المتحدة، هو دراج أمريكي سابق.

## روابط خارجية
- اريك كارتر على موقع أرشيف الدراجات (الإنجليزية)